# 이반 트라이코비치
이반 콘라트 트라이코비치(슬로베니아어: Ivan Konrad Trajkovič, 1991년 9월 1일~)는 슬로베니아의 태권도 선수이다. 2012년 하계 올림픽과 2020년 하계 올림픽 남자 헤비급에 참가했으며 세계 선수권 대회에서 동메달 1개, 유럽 선수권 대회에서 은메달 1개, 동메달 1개를 획득했다.